# Bonnechere River Provincial Park
Bonnechere River Provincial Park är en park i Kanada.   Den ligger i provinsen Ontario, i den sydöstra delen av landet, 160 km väster om huvudstaden Ottawa. Bonnechere River Provincial Park ligger 186 meter över havet. Den ligger vid sjön Beaverdam Lake.
Terrängen runt Bonnechere River Provincial Park är platt söderut, men norrut är den kuperad. Bonnechere River Provincial Park ligger nere i en dal. Runt Bonnechere River Provincial Park är det mycket glesbefolkat, med 3 invånare per kvadratkilometer.. 
I omgivningarna runt Bonnechere River Provincial Park växer i huvudsak blandskog.